# (9869) Yadoumaru
(9869) Yadoumaru est un astéroïde de la ceinture principale.

## Description
(9869) Yadoumaru est un astéroïde de la ceinture principale. Il fut découvert le 9 février 1992 à Kitami par Kin Endate et Kazuro Watanabe. Il présente une orbite caractérisée par un demi-grand axe de 2,36 UA, une excentricité de 0,13 et une inclinaison de 2,9° par rapport à l'écliptique.

## Compléments